# Jerzy Kostko
Jerzy Kostko (ur. 1897 w Komarówce, zm. 1976) – wiejski fotograf ludowy rosyjskiego pochodzenia.

## Życiorys
Jego ojciec był Rosjaninem i pracował jako kolejarz (podobnie jak dziadek, który był podobno dyrektorem stacji w Kleszczelach). W 1915 udał się na bieżeństwo do Rosji i zapewne tam nauczył się fotografować. Większość życia spędził w Kleszczelach na Podlasiu, gdzie działał jako miejscowy fotograf. Jego najstarsza zachowana odbitka datowana jest na 1926. Swoje zdjęcia sygnował podpisem Zakład Fotograficzny Jerzego Kostko m. Kleszczele. Zakład prowadził w swoim domu przy ul. Kolejowej od lat 20. do lat 70. XX wieku. Badacze wskazują, iż – archiwum Jerzego Kostko to unikalny, socjologiczny dokument, który pokazuje mieszkańców Kleszczel w dni powszechne i święta, w czasie wesel i pogrzebów. Jerzy Kostko zmarł w 1976 i został pochowany na cmentarzu prawosławnym w Kleszczelach. Był kawalerem i zmarł bezpotomnie.
W 2013 na strychu jego dawnego domu odnaleziono półtora tysiąca zachowanych negatywów, które zostały zdigitalizowane i opracowane przez Stowarzyszenie Edukacji Kulturalnej WIDOK w ramach projektu „Wiejscy Fotografowie z Podlasia – opracowanie i digitalizacja prywatnych zbiorów”.